# Paraneaetha diversa
Genre
Espèce
Paraneaetha diversa, unique représentant du genre Paraneaetha, est une espèce d'araignées aranéomorphes de la famille des Salticidae.

## Distribution
Cette espèce est endémique d'Égypte. Elle se rencontre vers Siwa.

## Publication originale
- Denis, 1947 : Spiders. Results of the Armstrong College expedition to Siwa Oasis (Libyan desert), 1935. Bulletin de la Société Fouad Premier d'entomologie, vol. 31, p. 17-103.